# MARGINAL＃4
MARGINAL#4（マージナルナンバーフォー）是Rejet以“將Kiss傳達至銀河盡頭的IDOL”的概念組成的架空偶像團體。 在2013年2月17日舉辦的「Rejet Fes2013」以“Rejet Fes之外見不到的IDOL”先行發表。 所屬為架空事務所。2016年8月5日在Rejet的新作發表會上同時公開手機音遊化與動畫化的消息，動畫已預計於2017年1月12日播出，作曲與作詞依然由MIKOTO和岩崎大介操刀，並且每話的片尾曲都會更動。

## 概要
- 製作人為岩崎大介。繪師為キリシマソウ。音響總監為高井麗。與樂曲有關的所有作詞為岩崎大介、作曲為MIKOTO。
- 2013年2月13日第一張單曲『100万回の愛革命(ひゃくまんかいのあいれぼりゅーしょん)』發售。
- 2013年8月14日第二張單曲『LOVE★SAVOR』、8月28日廣播劇CD『星降る夜に、新たな誓いを。』發售。
- 2013年11月27日第三張單曲『MASQUERADE』發售。
- 2014年4月23日最佳收錄『STAR CLUSTER』發售。
- 2014年7月16日第四張單曲『CHU CHU LUV ♥ SCANDAL』發售。
- 2014年9月10日第五張單曲『熱愛(REDHOT)SAGA』發售。
- 2014年12月17日第六張單曲『BINGO!!!!』發售。
- 2015年4月8日最佳收錄『STAR CLUSTER2』發售。
- 2015年7月15日第七張單曲『UFO』發售。
- 2015年11月11日第八張單曲『Yo-Ho!!』發售。
- 2016年3月9日第九張單曲『IV AILE』發售。
- 2016年8月5日於Rejet新作發表會上公開手機音遊化與動畫化的消息。
- 網路播放=  LiTV 線上影視、巴哈姆特動畫瘋

## 成員
桐原アトム（きりはら アトム）
- 17歳。生日：7月7日。身高：177cm。體重：55kg。血型：B型
- 喜歡的食物：燒肉
- 重要的事物：舞台
- 興趣：推特
- 得意科目：體育
- 經常被誤以為是隊長，實際上アール才是隊長。

藍羽ルイ（あいば ルイ）
- 17歳。生日：3月9日。身高：172cm。體重：50kg。血型：A型
- 喜歡的食物：湯葉豆腐
- 重要的事物：家人
- 興趣：直排輪
- 得意科目：數學(微分・積分)

野村 エル（のむら エル）
- 17歳。生日：11月23日。身高：173cm。體重：53kg。血型：A型。
- 喜歡的食物：小章魚香腸
- 重要的事物：球藻
- 興趣：購物
- 得意科目：現代國文
- 與アール為雙子，アール的弟弟。

野村 アール（のむら アール）
- 17歳。生日：11月23日。身高：175cm。體重：54kg。血型：O型。
- 喜歡的食物：番茄
- 重要的事物：遊戲軟體的收集
- 興趣：畫畫
- 得意科目：歷史
- 與エル為雙子，エル的哥哥。團隊隊長。

## LAGRANGE POINT
緋室 キラ（ひむろ キラ）
- 19歳。5月5日出生。179cm。63kg。B型
- 喜歡的食物：雞肉咖哩
- 重要的事物：努力
- 興趣：運動
- 得意科目：......

牧島 シャイ（まきしま シャイ）
- 19歳。10月22日出生。177cm。59kg。O型
- 喜歡的食物：肉桂捲
- 重要的事物：事務所
- 興趣：長曲棍球
- 得意科目：英文文法

## UNICORN Jr.
新堂ツバサ（しんどう ツバサ）
- 15歳。6月11日出生。159cm。52kg。AB型
- 喜歡的食物：塊狀巧克力
- 重要的事物：喉嚨
- 興趣：西洋音樂鑑賞
- 得意科目：音樂

滝丸 アルト（たきまる アルト）
- 16歳。4月22日出生。170cm。56kg。O型
- 喜歡的食物：三文魚飯糰
- 重要的事物：存錢
- 興趣：讀書(漫畫)
- 得意科目：理科(生物)

仲真 テルマ（なかま テルマ）
- 16歳。11月9日出生。168cm。50kg。A型
- 喜歡的食物：草莓大福
- 重要的事物：夢想、家族
- 興趣：練習
- 得意科目：體育

## 音樂CD
| 單曲 | 發售日         | 標題                        |
| ---- | -------------- | --------------------------- |
| 1st  | 2013年2月13日  | 100万回の愛革命(REVOLUTION) |
| 2nd  | 2013年8月14日  | LOVE★SAVIOR                 |
| 3rd  | 2013年11月27日 | MASQUERADE                  |
| 4th  | 2014年7月16日  | CHU CHU LUV ♥ SCANDAL       |
| 5th  | 2014年9月10日  | 熱愛(RED HOT)SAGA           |
| 6th  | 2014年12月17日 | BINGO!!!!                   |
| 7th  | 2015年7月15日  | UFO                         |
| 8th  | 2015年11月11日 | Yo-Ho!!                     |
| 9th  | 2016年3月9日   | IV AILE                     |

| 專輯    | 發售日        | 標題         |
| ------- | ------------- | ------------ |
| 1stBEST | 2014年4月23日 | STAR CLUSTER |

## 廣播劇CD
2013年8月28日　星降る夜に、新たな誓いを。

## 遊戲
2014年11月13日　MARGINAL#4 IDOL OF SUPERNOVA(PSVITA)

## RADIO
『Rejet Presents　ダミーヘッドマイク妄想ラジオ　LOVE★BOMBER』

インターネットラジオステーション音泉とanimete.TVにて2013年6月21日から10月25日まで隔週配信していた。

パーソナリティは高橋直純（藍羽ルイ役）と増田俊樹（桐原アトム役）の2人。

## 外部連結
- 「MARGINAL#4」ポータルサイト （页面存档备份，存于）
- MARGINAL#4 （页面存档备份，存于）
- 桐原アトム公式Twitter （页面存档备份，存于）
- 藍羽ルイ公式Twitter （页面存档备份，存于）
- 野村エル公式Twitter （页面存档备份，存于）
- 野村アール公式Twitter （页面存档备份，存于）